# Collegio uninominale Lombardia - 03 (2017)
Il collegio elettorale uninominale Lombardia - 03 è stato un collegio elettorale uninominale della Repubblica Italiana per l'elezione del Senato tra il 2017 ed il 2022.

## Territorio
Come previsto dalla legge elettorale italiana del 2017, il collegio era stato definito tramite decreto legislativo all'interno della circoscrizione Lombardia.
Era formato dal territorio di 13 comuni: Canegrate, Cerro Maggiore, Cornaredo, Legnano, Nerviano, Parabiago, Pero, Pogliano Milanese, Pregnana Milanese, Rescaldina, Rho, San Giorgio su Legnano, San Vittore Olona, Settimo Milanese, Vanzago e da parte del territorio del comune di Milano, ovvero le zone occidentali (Lorenteggio, Baggio, Quinto Romano, Gallaratese, Bovisa, Quarto Oggiaro).
Il collegio era parte del collegio plurinominale Lombardia - 04.

## Eletti
| Elezione | Elezione | Senatore           | Partito      |
| -------- | -------- | ------------------ | ------------ |
|          | 2018     | Salvatore Sciascia | Forza Italia |

## Dati elettorali

### XVIII legislatura
Come previsto dalla legge elettorale, 116 senatori erano eletti con sistema a maggioranza relativa in altrettanti collegi uninominali a turno unico.
| Candidati              | Candidati                    | Voti    | %     | Liste                           | Voti    | %     |
| ---------------------- | ---------------------------- | ------- | ----- | ------------------------------- | ------- | ----- |
|                        | Salvatore Sciascia ✔️ Eletto | 110 143 | 41,92 | Lega                            | 63 152  | 24,03 |
| Forza Italia           | Salvatore Sciascia ✔️ Eletto | 110 143 | 41,92 | 35 001                          | 13,32   |       |
| Fratelli d'Italia      | Salvatore Sciascia ✔️ Eletto | 110 143 | 41,92 | 9 655                           | 3,67    |       |
| Noi con l'Italia - UDC | Salvatore Sciascia ✔️ Eletto | 110 143 | 41,92 | 2 335                           | 0,89    |       |
|                        | Marco Perduca                | 70 530  | 26,84 | Partito Democratico             | 69 390  | 26,41 |
| +Europa                | Marco Perduca                | 70 530  | 26,84 | 8 556                           | 3,26    |       |
| Civica Popolare        | Marco Perduca                | 70 530  | 26,84 | 1 299                           | 0,49    |       |
| Italia Europa Insieme  | Marco Perduca                | 70 530  | 26,84 | 1 285                           | 0,49    |       |
|                        | Giuseppe Riccardo Boatti     | 64 221  | 24,44 | Movimento 5 Stelle              | 64 221  | 24,44 |
|                        | Angela Pessina               | 9 318   | 3,55  | Liberi e Uguali                 | 9 318   | 3,55  |
|                        | Nadia Riva                   | 2 721   | 1,04  | Potere al Popolo!               | 2 721   | 1,04  |
|                        | Gabriele Giuseppe Leccisi    | 2 236   | 0,85  | CasaPound                       | 2 236   | 0,85  |
|                        | Francesco Framba             | 1 483   | 0,56  | Italia agli Italiani            | 1 483   | 0,56  |
|                        | Luigino Ruffini              | 1 313   | 0,50  | Il Popolo della Famiglia        | 1 313   | 0,50  |
|                        | Giovanni Mario Dovis         | 603     | 0,23  | Per una Sinistra Rivoluzionaria | 603     | 0,23  |
|                        | Mounira Zerkaoui             | 200     | 0,08  | PRI - ALA                       | 200     | 0,08  |
| Totale                 | Totale                       | 262 768 | 100   |                                 | 262 768 | 100   |
|                        |                              |         |       |                                 |         |       |
| Voti non validi        | Voti non validi              | 7 490   | 2,77  |                                 |         |       |
| Votanti                | Votanti                      | 270 258 | 74,61 |                                 |         |       |
| Elettori               | Elettori                     | 362 207 |       |                                 |         |       |